# 遊☆戯☆王 THE DARK SIDE OF DIMENSIONS
劇場版『遊☆戯☆王 THE DARK SIDE OF DIMENSIONS』（ゆうぎおう ザ・ダーク・サイド・オブ・ディメンションズ）は、2016年4月23日に公開された劇場用アニメ。漫画『遊☆戯☆王』の映画化作品である。略称は、デュエルリンクスにて「DSOD」が使用されている。

## 概要
キャッチコピーは「再び闘いの舞台へ―」「遊☆戯☆王　生誕20周年を迎える2016年― ついに遊☆戯☆王シリーズで初の長編映画が誕生する!!」「闘え、信じるもののために―。」。
1996年の原作漫画連載開始20周年を記念した作品で、『遊☆戯☆王』を冠する劇場用作品としては通算4作目に当たり、東映が配給を務めるのは、1999年3月6日に公開された劇場版『遊☆戯☆王』以来となる。
今作は、『遊☆戯☆王デュエルモンスターズ』を始めとしたアニメシリーズとの物語の繋がりはなく、全38巻ある原作漫画・『遊☆戯☆王』遊闘337 - 遊闘342 - 遊闘最終話の後日談となっている。
2016年9月24日より、4DXおよびMX4D仕様が封切られた。この公開により、日本国内での同仕様アニメ映画作品は『ガールズ&パンツァー 劇場版』に次ぐ2作目となった。

## 特典
この映画の観賞またはコラボレーション企画により、特典カード等のグッズが貰える。貰える方法は以下の6種類。
プレゼント付き前売り券を購入
- 青眼の亜白龍（ブルーアイズ・オルタナティブ・ホワイト・ドラゴン）

2015年12月12日（土）より発売開始。20万枚限定。
- 特製クリアファイル

2016年3月5日（土）より発売開始。
週変わり入場者プレゼント
各週15万枚限定（一回の上映につき1人1枚）。
- 破滅竜ガンドラX（クロス）

2016年4月23日〜4月29日の入場者に。
- 暗黒騎士ガイアロード

2016年4月30日〜5月6日の入場者に。
- レモン・マジシャン・ガール

2016年5月7日〜5月13日の入場者に。
- 守護神官マハード

2016年5月14日〜5月20日の入場者に。
Loppi限定前売券付デュエルセット
- ブラック・マジシャン・ガール
- エルフの聖剣士

2016年1月1日〜2月29日までの人に。
LANDMARK PLAZA Spring Festival　劇場版『遊☆戯☆王』公開記念イベント
- オベリスクの巨神兵

2016年3月19日〜3月21日、4月2日、4月3日他に500円以上のレシートを提示でプレゼント。各日先着1500名。
TOHOシネマズシネマイレージキャンペーン
- サイレント・ソードマン LV5

2016年3月5日からより。
CoCo壱番屋とのコラボ
- ブラック・マジシャン

2016年4月1日〜の注文金額1000円以上の人に。
- 青眼の白龍

2016年4月23日〜の注文金額1000円以上の人に。
Vジャンプ 2016年 7月号 付録カード
- オシリスの天空竜

2016年5月21日（土）発売

## ストーリー
数々の試練を乗り越えた末、もう一つの人格「闇遊戯」ことアテムと別れることとなった武藤遊戯。闇遊戯は冥界へ旅立ち、遊戯と闇遊戯の人格交代に必要なアイテムであった「千年パズル」も地中深くに封印された。半年後、遊戯たちは卒業を目前に控え、日常の生活に戻っていた。そんな遊戯たちの前に、謎の少年「藍神」が現れる。一方、かつて闇遊戯のライバルであった海馬瀬人は、千年パズルの発掘を試みていた。

## 登場人物・キャスト

### 主要人物
武藤遊戯
声 - 風間俊介
主人公。本作ではアテムの復活を試みる海馬に呼び出されてデュエルを行う。卒業後の進路については双六の店を手伝いながらゲームクリエイターを行うと語っていた。
海馬瀬人
声 - 津田健次郎
海馬コーポレーションの若社長で、アテムの好敵手。本作は原作版のアフターストーリーのため、モクバと共にエジプトで遊戯対アテムの最終決闘に立ち会ったアニメ第2作と違い、アテムの冥界行きを見届けていない。そのため、もう一度アテムを蘇らせてデュエルをしようと躍起になる。
真崎杏子
声 - 齊藤真紀
遊戯の同級生であり幼馴染み。本作では名字の読みが「まざき」ではなく、アニメ第1作と同じく「まさき」になっている。原作ではダンサーになるためアメリカに行こうと考えているが、今作ではアニメ版同様ミュージカル女優志望。
城之内克也
声 - 高橋広樹
遊戯のクラスメイトであり、無二の親友でもあるデュエリスト。藍神に次元の彼方へ飛ばされる。卒業後の進路が未定であることに焦りを感じている。
本田ヒロト
声 - 近藤孝行
遊戯と城之内のクラスメイト。本作では実家が工場を経営している設定であり、卒業後はその工場で働くと本人は語っていた。
獏良了
声 - 松本梨香
遊戯のクラスメイトであるデュエリスト。物語が原作最終話後のため、千年リングの呪縛が解けており、物静かな性格の青年になっている。アニメ版では千年リングは父親が土産に買ってきた設定になっていたが、本作では原作を引き継いでいるため、千年リングに出会った経緯が異なり、それらが描かれたまた、初めて闇の力に取りつかれた場面も描かれた。
海馬モクバ
声 - 竹内順子
瀬人の実弟。本作のクライマックスで、アテムの元へと飛び立つ瀬人に海馬コーポレーションの経営を託される。
御伽龍児
声 - 内藤玲
アニメ版の御伽はゲーム契約のためアメリカへと旅立ち、バトルシティの時以外はアメリカで活動しているが、本作は原作の後日談であるため遊戯たちと同じ町内にいる設定。また、一人称が「僕」や相手に「君」付けで呼ぶなど口調はアニメ第2作のものとなっている。
武藤双六
声 - 宮澤正
遊戯の祖父でゲームショップの店主。
磯野
声 - 岩崎征実
海馬コーポレーションの社員で、瀬人とモクバの側近。原作では「海馬様」と呼んでいるが、アニメ版同様「瀬人様」と呼んでいる。
シャーディー・シン
声 - 佐々木望
5年前にバクラに殺害されたことを告げたアニメ版と違い、原作では明確なことが明かされなかったが、本作ではバクラに殺害された経緯が明かされた。
ブラック・マジシャン
声 - 小嶋一成
ブラック・マジシャン・ガール
声 - 中尾友紀

### オリジナルキャラクター
藍神（あいがみ）
声 - 林遣都、幼少期 - 武田聖真 / 小林千晃（遊戯王デュエルリンクス）
遊戯や城之内のクラスメート。本名はディーヴァ。
使用デッキは【方界】。
遊戯や城之内のクラスメートとして登場。過去には在籍していなかったがあたかも元々のクラスメートであるかのように溶け込んでいる。単独での行動が多いが、妹のセラ、友人のマニらと共に行動することもある。
元々、孤児として過酷な環境での生活を強いられ、管理物乞いを営む男のもとで奴隷同然の扱いを受けて少年期を育ってきたが、その場に現れたシャーディーに助けられてからは安穏とした生活を過ごす。しかし千年アイテムを求める獏良の父（声 - 山路和弘）がシャーディーのもとを訪れた際、彼についてきた獏良が千年リングの邪悪な意思に飲み込まれ、目の前でシャーディーを殺害されてしまう。この時から獏良に対する怨恨の念を募らせることになる。
セラ
声 - 花澤香菜、幼少期 - 遠藤璃菜
マニ
声 - 日野聡、幼少期 - 谷山毅
百済木（くだらぎ）
声 - ケンドーコバヤシ
町の不良。藍神に暴行によるネット投稿をしようと絡んだところ、本性を表した藍神によって次元の彼方に消されてしまう。
百済木の手下
声 - ジャングルポケット
百済木と共に藍神を暴行しようとしたが、次元の彼方に消されてしまう。

#### その他の声の出演
遠藤大智、内匠靖明、村田大志、比上孝浩、金田アキ、清都ありさ、岡本光右、光部樹、田中文哉、三浦勝之、峰岸佳、田澤利依子、前川涼子、武藤真子、北方奈月、時澤香保里

## 作中用語
次元領域デュエル
劇中新しく登場したデュエル方法。
モンスターの召喚にデュエリストの精神力が左右される。
海馬コーポレーション
海馬が社長を務める会社。
劇中では、高速エレベーターで宇宙に行くことが出来るなど、科学力・技術力がずば抜けて発展している。

## 原作orアニメDM
劇中カードゲーム
原作ではM&W（マジック・アンド・ウィザーズ）でアニメではDM（デュエルモンスターズ）。今劇場版では藍神が「魔術の札」と表現する程度で、ゲーム名を言わないでいるものの、ルールや決闘盤（デュエルディスク）の形を鑑みれば明らかにDMを採用していることがわかる。M&Wはモンスター・魔法・罠全て含めて5枚までしか決闘盤に配置できないが、DMではモンスター5枚、魔法・罠合わせて5枚、フィールド魔法1枚と最大11枚配置可能なため、原作・アニメとで決闘盤のデザインは異なっている。
武藤遊戯の服装
原作とアニメでは遊戯が装着しているデッキケースのベルトの形状が異なっており、今劇場版では原作と同じデザインのものを使用している。一方、遊戯から闇遊戯へと変身する際に服装が変わっている現象はアニメ版同様にある（この服装変更現象は原作では一度も行われないが、アニメでは東映版の頃から頻発している）。

## スタッフ
- 原作・脚本・キャラクターデザイン・製作総指揮・絵コンテ：高橋和希 / スタジオダイス（集英社「週刊少年ジャンプ」）
- 監督・脚本・絵コンテ：桑原智
- 脚本：彦久保雅博
- 演出：茉田哲明、牧野吉高、武藤公春
- キャラクターデザイン・総作画監督：加々美高浩
- サブキャラクターデザイン・作画監督：盧佶甫、蛯名秀和、豊田暁子、渡辺るりこ
- 作画監督：中田亜希子、内海紘子、高橋克之、井口忠一、山下紀子、荏原裕子、長田絵里、松岡秀明、丸山修二、中村路之将、青木一紀、内田裕、片山みゆき、つなきあき、田中ちゆき、加藤園、原憲一
- コンセプト・モンスターデザイン：反田誠二
- コンセプト・ギミックデザイン：片貝文洋、宮崎真一
- メカ・プロップデザイン：中原れい、こかいゆうじ、鈴木勤、蛯名秀和
- モニターデザイン：小町哲、山田可奈子
- アニメオリジナルカードデザイン：長森佳容、ぱなこ
- デュエルアシスタント：岸川達
- 美術監督：中村隆
- 色彩設定：横井正人
- CGクリエイティブディレクター：内田優作
- CG制作 - ラッキーピクチャーズ
- 撮影監督：枝光弘明
- 編集：中川晶男
- 音響監督：松岡裕紀
- 音楽：池頼広 / 光宗信吉、中村和宏
- 編曲：蓑部雄崇、福田康文
- 音楽協力：テレビ東京ミュージック、マーベラス
- 製作：大芝賢二、出羽昌司、遠藤孝一、木下暢起
- 企画：野田孝寛、高德明弘、川崎由紀夫、足立聡志
- エグゼクティブプロデューサー：波多野淳一
- プロデューサー：実松照晃
- アソシエイトプロデューサー：佐川祐子、平田智寿、山下亜佐子、稲生晋之、久住小百合、保坂剛志、石本順也
- アニメーションプロデューサー：土屋貴彦
- アシスタント・アニメーションプロデューサー：田中日出男
- 制作担当：水田賢治
- 制作デスク：山口亮
- 設定制作：内山幹博、杉本一将
- アニメーション制作：ぎゃろっぷ
- 制作：日本アドシステムズ
- 配給：東映
- 製作：劇場版「遊☆戯☆王」製作委員会（日本アドシステムズ、コナミデジタルエンタテインメント、テレビ東京、集英社）

## 主題歌
「TO BELIEVE IN SOMETHING」
歌 - THE EDEN HOUSE
イギリスのロックユニットTHE EDEN HOUSEのアルバム『Smoke & Mirrors』（2009年発表）からの楽曲。

## 連動企画

### 『週刊少年ジャンプ』への読切掲載
本作と連動して2016年4月11日発売の『週刊少年ジャンプ』19号、18日発売の20号にて、2号連続の読み切り漫画『TRANSCEND・GAME 遊☆戯☆王（トランセンド・ゲーム ゆうぎおう）』が掲載された。同誌への掲載は、連載が終了した2004年3月以来、12年ぶりとなる。
漫画の内容は、原作の最終話となる第343話から劇場版の物語をつなぐエピソードが展開される。

### 特別上映
大喝采!上映
声だし、コスプレ、サイリウム持ちこみなどが可能な特別上映「大喝采!上映」が、5月13日に新宿バルト9などの一部映画館で実施されたのを皮切りに、順次各地の劇場で実施された。
生コメンタリー付上映会
桑原智（監督）、加々美高浩（総作画監督）、実松照晃（プロデューサー）による生コメンタリー付き上映会が一部の劇場で実施された。

### コラボレーション企画
本作の公開に合わせ、下記の連動企画が展開された。
環境省、東京都交通局とのタイアップポスター
環境省が地球温暖化対策として展開している「Fun to Share」の一環として、環境省、東京都交通局とのタイアップポスターが作成、配布された。
海馬ランド in よこはまコスモワールド
神奈川県横浜市にある遊園地、よこはまコスモワールドとのコラボーレーション企画として、「海馬ランド in よこはまコスモワールド」が、2016年3月18日から5月11日までの期間で開催。原作のバトル・シティへ編をイメージしたスタンプラリー「謎解きバトル・シティ in 海馬ランド」（スタンプをすべて集めると、遊戯王OCGカード「オベリスクの巨神兵」が配布された）や、 観覧車の一部のゴンドラに「青眼の白龍」など、海馬瀬人が使用するカードが装飾された「海馬瀬人ゴンドラ」などが展開された。その他、劇場版イラストのパネル展、「封印されしエクゾディア」になりきれるフォトスポットの設置および連動したプレゼント企画の実施、オリジナルトークンの作成などが展開された。
CoCo壱番屋『遊☆戯☆王 THE DARK SIDE OF DIMENSIONS』キャンペーン
2016年4月1日から5月31日にかけて、カレーハウスCoCo壱番屋にて、限定カードの配布やオリジナルグッズのプレゼント企画などが展開された（配布カードなどの詳細は#特典を参照）。
遊☆戯☆王カフェ
アニメプラザとのコラボレーション企画として、「遊☆戯☆王カフェ」が期間限定で展開された。コラボレーションは、アニメプラザ池袋店（2016年4月2日 - 5月31日）、札幌店（2016年5月3日 - 5月31日）の2店舗で展開され、歴代『遊☆戯☆王』シリーズに関連したオリジナルフード・ドリンクメニューの他、オリジナルグッズ販売などが行われた。
劇場版『遊☆戯☆王』ARスタンプラリー in 横浜〜横浜市&童実野町 仮想交流都市企画〜
横浜市とのコラボレーションとして、GPS、AR技術を用いたスマートフォンアプリによるデジタルスタンプラリーが2016年4月16日から5月11日までの期間で開催された。全12か所中8か所のスタンプを集めると、『遊戯王OCG』カード「オベリスクの巨神兵」（よこはまコスモワールドで配布されているものと同一）が先着3万名に配布された。童実野町のモデルが横浜みなとみらいであることがきっかけとなり、両都市の仮想交流というコンセプトで実施された。
新宿バルト9遊戯王cafe
新宿区の映画館・新宿バルト9内のカフェが期間限定で遊☆戯☆王仕様となり、オリジナルメニューが販売された。カフェ内には彫刻家・薬師寺一彦による遊☆戯☆王コラボレーション彫刻作品「水の彫刻『深愛白龍』」が展示された他、劇場ロビーには「青眼の亜白龍」の像や「クリボー」のぬいぐるみが展示された。薬師寺一彦は2014年にも、『遊☆戯☆王』とコラボレーションした展覧会を開催している。
劇場版『遊☆戯☆王 THE DARKSIDE OF DIMENSIONS』の世界展
2016年4月23日から5月29日の期間で展開。京都市右京区の東映太秦映画村内に劇場版『遊☆戯☆王』のコーナーが設けられ、キャラクターの等身大パネルや劇場版の設定画などが展示されたほか、京都の伝統工芸とコラボレーションしたオリジナルグッズやお菓子が販売された。
京都市交通局 劇場版『遊☆戯☆王 THE DARK SIDE OF DIMENSIONS』スタンプラリー
京都市交通局、京都市営地下鉄とのコラボレーション企画として、スタンプラリーが開催され、プレゼント企画なども行われた。
劇場版『遊☆戯☆王 THE DARK SIDE OF DIMENSIONS』 劇場版アニメ原画展〜決闘者（デュエリスト）の勇姿〜
劇場版アニメに使用された原画の展示会が、池袋サンシャインシティで2016年4月29日から5月2日の期間で開催された。海馬コーポレーション主催というコンセプトのもと、海馬瀬人が音声で場内を案内する。